# Виллиан Жозе
Ви́ллиан Жозе́ да Си́лва (порт.-браз. Willian José da Silva; род. 23 ноября 1991, Порту-Калву, Алагоас) — бразильский футболист, нападающий клуба «Баия».

## Клубная карьера

### Ранние годы
Начал заниматься футболом в бразильском клубе КРБ, но ни разу не сыграл ни одного матча, а лишь три месяца участвовал в тренировках с командой. Позже он получил предложение пройти просмотр в «Гремио Баруэри», но клуб принял решение не приглашать Виллиана Жозе к себе. В результате чего, в первой половине 2007 года он ненадолго пробыл в «Шапекоэнсе», где улучшал свою физическую форму. В 2008 он всё же перебрался в молодёжную команду «Гремио Баруэри», где стал лучшим бомбардиром команды в чемпионате Паулиста до 17 лет с 10 забитыми мячами. За основную команду он дебютировал 1 августа 2009 года в матче 16-го тура Серии A, выйдя на замену в самой концовке гостевого поединка против «Ботафого» (1:2). 17 января 2010 года Виллиан Жозе забил свой первый мяч на профессиональном уровне, отличившись в игре против «Сертанзинью» (1:1), проходившей в рамках Лиги Паулисты. В Серии A же он впервые отличился 9 мая 2010 года, сравняв счёт в гостевом поединке против «Аваи» (1:6). По итогам чемпионата 2010 года, в котором Виллиан Жозе забил шесть мячей, «Гремио Баруэри» вылетел из Серии A, а футболист стал игроком уругвайского «Депортиво Мальдонадо», который впоследствии многократно отдавал его в аренду бразильским и испанским клубам. Уругвайская команда известна тем, что покупает игроков и отдаёт их в аренду.

### «Сан-Паулу»
13 января 2011 года Виллиан Жозе был отдан в аренду в «Сан-Паулу». Дебютировал за клуб 19 февраля 2011 года, выйдя во втором тайме в матче 9-го тура Лиги Паулисты против «Брагантино» (4:0), также в этой встрече он забил свой первый мяч за клуб, отличившись на 77-й минуте встречи. В сезоне 2011 провёл за клуб во всех турнирах 19 матчей и забил один мяч. 6 февраля 2012 года оформил дубль в матче Лиги Паулисты против клуба «Понте-Прета» (3:1). 17 февраля 2012 года в матче Лиги Паулисты против «Паулисты» (3:1) Виллиан Жозе оформил хет-трик. 1 ноября 2012 года в матче 1/4 финала Южноамериканского кубка против клуба «Универсидад де Чили» (2:0) оформил дубль и тем самым помог своей команде одержать победу в матче. По итогам турнира стал вместе с «Сан-Паулу» победителем Южноамериканского кубка. В сезоне 2012 провёл за клуб во всех турнирах 44 матча и забил 15 мячей. Всего за «Сан-Паулу» провёл 63 матча и забил 16 мячей.

### «Гремио» и «Сантос»
13 декабря 2012 года Виллиан Жозе перешёл в «Гремио». Дебютировал за клуб 24 января 2013 года в матче квалификационного раунда Кубка Либертадорес против клуба «ЛДУ Кито» (0:1), проведя на поле весь первый тайм. Первые мячи за «Гремио» забил 14 февраля 2013 года в матче 3-го тура Лиги Гаушу против клуба «Санта Круз» (5:0), оформив дубль. Всего в составе «Гремио» провёл девять матчей во всех турнирах и забил три мяча.
В мае 2013 года был арендован «Сантосом» до декабря 2014 года. Дебютировал за клуб 30 мая 2013 года в матче 2-го тура чемпионата Бразилии против «Ботафого» (1:2), проведя на поле весь матч. Свой первый мяч за «Сантос» забил 1 июня 2013 года в матче 3-го тура чемпионата Бразилии против своего бывшего клуба — «Гремио» (1:1), отличившись на 79-й минуте с пенальти. 8 августа 2013 года в матче 12-го тура чемпионата Бразилии Виллиан Жозе забил мяч в ворота «Коринтианса» (1:1) — самого принципиального соперника «Сантоса». Всего в сезоне 2013 провёл за клуб 25 матчей и забил пять мячей.

### «Реал Мадрид»
8 января 2014 года Виллиан Жозе стал игроком мадридского «Реала», где стал выступать за вторую команду клуба в Сегунде. Дебютировал за «Реал Мадрид Кастилья» 1 февраля 2014 года в матче 24-го тура Сегунды против «Эркулеса» (4:0), выйдя на поле на 71-й минуте встречи вместо Рауля де Томаса. Свои первые мячи за клуб забил 15 марта 2014 года в матче 30-го тура Сегунды против «Рекреативо» (3:2), оформив хет-трик. После того, как он сделал хет-трик, Виллиан Жозе был вызван Карлом Анчелотти в основной состав «Реала» и находился на скамейке запасных на матчи против «Реала Сосьедада» и «Альмерии». 11 мая 2014 года Виллиан Жозе дебютировал в составе «Реала» в рамках 37-го тура чемпионата Испании в гостевой встрече против «Сельты» (0:2), заменив на 69-й минуте Каземиро. Это появление в составе «Реала» так и осталось единственным в карьере бразильца. Всего в сезоне 2013/14 за «Реал Мадрид Кастилья» провёл 16 матчей и забил четыре мяча.

### «Реал Сарагоса»
4 сентября 2014 года Виллиан Жозе был арендован клубом «Реал Сарагоса» из Сегунды до конца сезона 2014/15. Дебютировал за клуб 7 сентября 2014 года в матче 3-го тура Сегунды против «Барселоны B» (1:4), выйдя на поле на 54-й минуте встречи. Свой первый мяч за «Реал Сарагосу» забил 12 октября 2014 года в матче 8-го тура Сегунды против «Луго» (3:3), отличившись на 90-й минуте встречи, тем самым помог своей команде уйти от поражения в матче. 11 января 2015 года оформил дубль в матче 20-го тура Сегунды против «Лас-Пальмаса» (3:5). 14 июня 2015 года в матче плей-офф Сегунды против «Жироны» Виллиан Жозе забил два мяча и помог своей команде выйти в финал плей-офф. Однако по сумме двух встреч «Реал Сарагоса» уступила «Лас-Пальмасу» в финале и осталась в Сегунде. Всего в сезоне 2014/15 провёл за клуб во всех турнирах 38 матчей и забил 10 мячей.

### «Лас-Пальмас»
30 июля 2015 года бразилец на правах аренды до конца сезона 2015/16 перешёл в «Лас-Пальмас», который по итогам плей-офф прошлого сезона вышел в Ла Лигу. Дебютировал за клуб 22 августа 2015 года в матче 1-го тура чемпионата Испании против «Атлетико Мадрид» (0:1), выйдя на 80-й минуте встречи. Свой первый мяч за «Лас-Пальмас» и в Ла Лиге забил 12 декабря 2015 года в домашней игре 15-го тура против «Реал Бетиса» (1:0), отличившись в добавленное ко второму тайму время и тем самым принеся своему клубу победу в матче. 25 января 2016 года Виллиан Жозе оформил дубль в матче 21-го тура чемпионата Испании против «Леванте» (2:3), отличившись на 49-й и 66-й минутах встречи. 20 февраля 2016 года Виллиан Жозе отличился забитым мячом в ворота «Барселоны» (1:2), а 13 марта 2016 года забил в ворота своей бывшей команды — мадридского «Реала» (1:2). Всего в сезоне 2015/16 провёл за «Лас-Пальмас» во всех турнирах 34 матча и забил 10 мячей.

### «Реал Сосьедад»
31 июля 2016 года Виллиан Жозе перешёл в «Реал Сосьедад», подписав контракт до 30 июня 2021 года. Дебютировал за клуб 21 августа 2016 года в матче 1-го тура чемпионата Испании против «Реал Мадрида» (0:3), выйдя на 56-й минуте встречи вместо Давида Кончи. Первый мяч за «Реал Сосьедад» забил 9 сентября 2016 года в матче 3-го тура чемпионата Испании против «Эспаньола» (1:1), сравняв счёт на 78-й минуте встречи. 21 сентября 2016 года оформил дубль в матче 5-го тура чемпионата Испании против своего бывшего клуба — «Лас-Пальмаса» (4:1), отличившись на 1-й и 53-й минутах встречи. 10 декабря 2016 года в матче 15-го тура чемпионата Испании против «Валенсии» (3:2) Виллиан Жозе оформил дубль, отличившись на 2-й и 24-й минутах встречи. В сезоне 2016/17 провёл за «Реал Сосьедад» во всех турнирах 34 матча и забил 14 мячей. По итогам сезона клуб занял 6-е место в турнирной таблице Ла Лиги, тем самым гарантировав себе участие на групповом этапе Лиги Европы УЕФА 2017/18.
14 сентября 2017 года Виллиан Жозе дебютировал в еврокубках, выйдя в стартовом составе в матче 1-го тура группового этапа Лиги Европы против «Русенборга» (4:0). 19 октября 2017 года в матче 3-го тура группового этапа Лиги Европы против «Вардара» (6:0) Виллиан Жозе оформил покер. Он стал первым бразильцем, забившим четыре мяча в Лиге Европы УЕФА. По ходу этой еврокубковой кампании Виллиан Жозе забил ещё один мяч — отличившись 7 декабря 2017 года в матче 6-го тура группового этапа Лиги Европы против петербургского «Зенита» (1:3). По итогам группового этапа «Реал Сосьедад» занял второе место и вышел в 1/16 финала, где встретился с «РБ Зальцбург», однако Виллиан Жозе не смог принять участия в матчах из-за перелома третьей плюсневой кости левой стопы. По итогам двухматчевого противостояния «Зальцбург» выбил «Сосьедад». Всего в сезоне 2017/18 Виллиан Жозе провёл за клуб во всех турнирах 40 матчей и забил 20 мячей, тем самым ему удалось забить в 50 % сыгранных им матчей.
1 октября 2018 года Виллиан Жозе продлил свой контракт с «Реал Сосьедадом» до 30 июня 2024 года с увеличением суммы отступных за футболиста с 60 до 70 миллионов евро, при этом уругвайский клуб «Депортиво Мальдонадо» сохранил 30 % экономических прав на игрока. 14 января 2019 года в матче 19-го тура чемпионата Испании против «Эспаньола» (3:2) Виллиан Жозе оформил дубль, отличившись сначала на 8-й минуте с пенальти, а потом на 63-й минуте c передачи Микеля Мерино, принеся тем самым победу своему клубу. Всего в сезоне 2018/19 провёл во всех турнирах 34 матча и забил 11 мячей. 22 сентября 2019 года в матче 5-го тура чемпионата Испании против «Эспаньола» (3:1) он оформил дубль, отличившись на 18-й и 34-й минутах встречи. В сезоне 2019/20 Виллиан Жозе принял участие в 41 матче во всех турнирах, в которых забил 11 мячей. По итогам сезона Виллиан Жозе стал вместе с «Реал Сосьедадом» обладателем Кубка Испании. 1 ноября 2020 года в матче 8-го тура чемпионата Испании против «Сельты» (4:1) он оформил дубль, отличившись на 54-й и 81-й минутах встречи. 20 января 2021 года в матче 1/16 финала Кубка Испании против «Кордовы» (2:0) Виллиан Жозе оформил дубль и тем самым вывел «Реал Сосьедад» в следующую стадию турнира. В сезоне 2020/21 он принял участие в 21 матче во всех турнирах, в которых забил шесть мячей. Всего в составе «Реал Сосьедада» выступал с 2016 по 2021 год, проведя во всех турнирах 171 матч и забив 62 мяча.

#### Аренда в «Вулверхэмптон Уондерерс»
23 января 2021 года Виллиан Жозе был арендован клубом Английской Премьер-лиги «Вулверхэмптон Уондерерс» до конца сезона 2020/21 с возможностью выкупа трансфера за 20 миллионов евро. Дебютировал за клуб 27 января 2021 года в матче 20-го тура чемпионата Англии против «Челси» (0:0), выйдя на 72-й минуте встречи вместо Даниэля Поденсе, а на последней минуте добавленного ко второму тайму времени Виллиан Жозе вынес мяч головой с линии ворот после удара Кая Хаверца. Три дня спустя, 30 января 2021 года, в матче 21-го тура чемпионата Англии против «Кристал Пэласа» (0:1) он впервые вышел в стартовом составе за клуб. Свой единственный мяч за «Вулверхэмптон Уондерерс» забил 17 апреля 2021 года в матче 32-го тура чемпионата Англии против «Шеффилд Юнайтед» (1:0), отличившись на 60-й минуте встречи с передачи Адама Траоре и тем самым принеся своему клубу победу в матче. Всего за клуб провёл во всех турнирах 18 матчей, забив один мяч и по завершении арендного соглашения вернулся в «Реал Сосьедад».

### «Реал Бетис»
26 августа 2021 года Виллиан Жозе был отдан в аренду в «Реал Бетис» до 30 июня 2022 года с возможностью выкупа прав на игрока за 8,5 миллионов евро. Дебютировал за клуб 13 сентября 2021 года в матче 4-го тура чемпионата Испании против «Гранады» (2:1), выйдя на 46-й минуте встречи вместо Борха Иглесиаса. Шесть дней спустя, 19 сентября 2021 года, он забил свой первый мяч за «Реал Бетис», отличившись в матче 5-го тура чемпионата Испании против «Эспаньола» (2:2) на 41-й минуте встречи с передачи Серхио Каналеса. 23 сентября 2021 года в матче 6-го тура чемпионата Испании Виллиан Жозе вновь отличился забитым мячом, поразив ворота Осасуны (3:1) в компенсированное ко второму тайму время. Через три дня, 26 сентября 2021 года, в матче 7-го тура чемпионата Испании против «Хетафе» (2:0) он отметился дублем, поразив ворота на 14-й и 55-й минутах встречи, принеся тем самым победу своему клубу. В течение сезона Виллиан Жозе боролся с Борха Иглесиасом за место в стартовом составе на позиции центрального нападающего под руководством Мануэля Пеллегрини. В победной кампании «Реал Бетиса» в Кубке Испании он 3 февраля 2022 года в четвертьфинале турнира реализовал пенальти в победном матче против своего бывшего клуба «Реал Сосьедада» (4:0), а в финале Кубка Испании против «Валенсии» Виллиан Жозе вышел на замену в дополнительное время и реализовал первую попытку в серии послематчевых пенальти, а сам матч закончился победой «Реал Бетиса». Этот титул стал первым для команды за 17 лет. Всего в сезоне 2021/22 провёл во всех турнирах 44 матча и забил 11 мячей.
3 июня 2022 года «Реал Бетис» активировал опцию выкупа прав на Виллиана Жозе у «Реал Сосьедада» и подписал с ним контракт до 30 июня 2026 года. В сезоне 2022/23 Виллиан Жозе боролся за место в составе с Серхио Каналесом и Борха Иглесиасом. 8 сентября 2022 года оформил дубль в матче 1-го тура группового этапа Лиги Европы УЕФА против клуба ХИК (2:0), принеся тем самым победу своему клубу. 5 января 2023 года в матче 1/16 финала Кубка Испании против клуба «Ивиса Ислас Питьюсас» (4:1) Виллиан Жозе оформил дубль, отличившись на 54-й и 81-й минутах встречи. В сезоне 2022/23 провёл за «Реал Бетис» во всех турнирах 39 матчей и забил шесть мячей. Перед началом сезона 2023/24 Виллианом Жозе интересовались бразильские клубы «Сан-Паулу» и «Васко да Гама», однако он предпочёл остаться в Европе. В четырёх стартовых матчах сезона бразилец забил три мяча, став одним из лучших бомбардиров на начальном этапе чемпионата. 8 октября 2023 года в выездном матче 9-го тура чемпионата Испании против «Алавеса» (1:1) Виллиан Жозе вышел на замену на 76-й минуте встречи, а в компенсированное ко второму тайму время был удалён за удар ногой по Александару Седлару, когда тот вставал с газона. 1 ноября 2023 года оформил покер в матче 1/64 финала Кубка Испании против клуба «Эрнан Кортес» (12:1). Этот счёт стал вторым по величине в истории Кубка Испании, после победы «Хетафе» над «Тардьентой» со счётом 12:0 в тот же день. 31 марта 2024 года в матче 30-го тура чемпионата Испании против «Жироны» (2:3) Виллиан Жозе оформил дубль. В сезоне 2023/24 провёл за «Реал Бетис» во всех турнирах 43 матча и забил 14 мячей, став лучшим бомбардиром клуба в Ла Лиге. Всего за «Реал Бетис» выступал с 2021 по 2024 год, проведя за это время во всех турнирах 120 матчей и забив 30 мячей.

### «Спартак» (Москва)
1 июля 2024 года перешёл в московский «Спартак», заключив контракт на два года. В новом клубе взял себе 12-й игровой номер. Дебютировал за «Спартак» 28 июля 2024 года в матче 2-го тура чемпионата России против «Химок» (3:1), выйдя на 77-й минуте встречи вместо Манфреда Угальде. Свой первый мяч за «Спартак» забил 2 октября 2024 года в матче 5-го тура группового этапа пути РПЛ Кубка России в ворота московского «Динамо» (3:2), отличившись прямым ударом со штрафного на 90-й минуте встречи и принеся тем самым победу для своей команды. 14 января 2025 года «Спартак» и Виллиан Жозе расторгли контракт по соглашению сторон. Нападающий принял участие в 13 матчах за клуб и забил один мяч.

### «Баия»
14 января 2025 года на правах свободного агента вернулся в Бразилию и подписал контракт на один год с клубом «Баия».

## Карьера в сборной
30 ноября 2010 года Виллиан Жозе был впервые вызван тренером Неем Франко в сборную Бразилии до 20 лет. В феврале 2011 года вместе со сборной стал чемпионом Южной Америки среди молодёжных команд до 20 лет, а в августе 2011 года в её составе стал чемпионом мира среди молодёжных команд. Всего в составе сборной Бразилии до 20 лет провёл 15 матчей и забил пять мячей.
12 марта 2018 года Виллиан Жозе получил свой первый вызов в национальную сборную Бразилии от главного тренера Тите на два товарищеских матча против сборных России и Германии. Однако ни в одном из них на поле он так и не вышел и впоследствии в состав сборной Бразилии не вызывался.

## Личная жизнь
Виллиан Жозе женат. У пары двое детей — дочь и сын, с которыми у Виллиана Жозе есть татуировки на руке.

## Достижения
«Сан-Паулу»
- Победитель Южноамериканского кубка: 2012

«Реал Сосьедад»
- Обладатель Кубка Испании: 2019/20

«Реал Бетис»
- Обладатель Кубка Испании: 2021/22

Сборная Бразилии
- Победитель чемпионата Южной Америки среди молодёжных команд: 2011
- Победитель чемпионата мира среди молодёжных команд: 2011

## Статистика
| Выступление               | Выступление      | Выступление      | Лига | Лига | Кубок | Кубок | Конт. | Конт. | Прочие | Прочие | Итого | Итого |
| Клуб                      | Лига             | Сезон            | Игры | Голы | Игры  | Голы  | Игры  | Голы  | Игры   | Голы   | Игры  | Голы  |
| ------------------------- | ---------------- | ---------------- | ---- | ---- | ----- | ----- | ----- | ----- | ------ | ------ | ----- | ----- |
| Гремио Баруэри            | Серия A          | 2009             | 7    | 0    | —     | —     | —     | —     | —      | —      | 7     | 0     |
| Гремио Баруэри            | Серия A          | 2010             | 19   | 6    | —     | —     | 2     | 0     | 3      | 1      | 24    | 7     |
| Гремио Баруэри            | Итого            | Итого            | 26   | 6    | —     | —     | 2     | 0     | 3      | 1      | 31    | 7     |
| Сан-Паулу                 | Серия A          | 2011             | 9    | 0    | —     | —     | —     | —     | 10     | 1      | 19    | 1     |
| Сан-Паулу                 | Серия A          | 2012             | 19   | 1    | 4     | 0     | 7     | 3     | 14     | 11     | 44    | 15    |
| Сан-Паулу                 | Итого            | Итого            | 28   | 1    | 4     | 0     | 7     | 3     | 24     | 12     | 63    | 16    |
| Гремио                    | Серия A          | 2013             | —    | —    | —     | —     | 3     | 0     | 6      | 3      | 9     | 3     |
| Гремио                    | Итого            | Итого            | —    | —    | —     | —     | 3     | 0     | 6      | 3      | 9     | 3     |
| Сантос                    | Серия A          | 2013             | 23   | 5    | 2     | 0     | —     | —     | —      | —      | 25    | 5     |
| Сантос                    | Итого            | Итого            | 23   | 5    | 2     | 0     | —     | —     | —      | —      | 25    | 5     |
| Реал Мадрид               | Ла Лига          | 2013/14          | 1    | 0    | 0     | 0     | —     | —     | —      | —      | 1     | 0     |
| Реал Мадрид               | Итого            | Итого            | 1    | 0    | 0     | 0     | —     | —     | —      | —      | 1     | 0     |
| → Реал Мадрид Кастилья    | Сегунда          | 2013/14          | 16   | 4    | —     | —     | —     | —     | —      | —      | 16    | 4     |
| → Реал Мадрид Кастилья    | Итого            | Итого            | 16   | 4    | —     | —     | —     | —     | —      | —      | 16    | 4     |
| Реал Сарагоса             | Сегунда          | 2014/15          | 33   | 7    | 1     | 0     | —     | —     | 4      | 3      | 38    | 10    |
| Реал Сарагоса             | Итого            | Итого            | 33   | 7    | 1     | 0     | —     | —     | 4      | 3      | 38    | 10    |
| Лас-Пальмас               | Ла Лига          | 2015/16          | 30   | 9    | 4     | 1     | —     | —     | —      | —      | 34    | 10    |
| Лас-Пальмас               | Итого            | Итого            | 30   | 9    | 4     | 1     | —     | —     | —      | —      | 34    | 10    |
| Реал Сосьедад             | Ла Лига          | 2016/17          | 28   | 12   | 6     | 2     | —     | —     | —      | —      | 34    | 14    |
| Реал Сосьедад             | Ла Лига          | 2017/18          | 34   | 15   | —     | —     | 6     | 5     | —      | —      | 40    | 20    |
| Реал Сосьедад             | Ла Лига          | 2018/19          | 31   | 11   | 3     | 0     | —     | —     | —      | —      | 34    | 11    |
| Реал Сосьедад             | Ла Лига          | 2019/20          | 37   | 11   | 4     | 0     | —     | —     | —      | —      | 41    | 11    |
| Реал Сосьедад             | Ла Лига          | 2020/21          | 13   | 3    | 1     | 2     | 6     | 1     | 1      | 0      | 21    | 6     |
| Реал Сосьедад             | Итого            | Итого            | 143  | 52   | 15    | 4     | 12    | 6     | 1      | 0      | 171   | 62    |
| → Вулверхэмптон Уондерерс | Премьер-лига     | 2020/21          | 17   | 1    | 1     | 0     | —     | —     | —      | —      | 18    | 1     |
| → Вулверхэмптон Уондерерс | Итого            | Итого            | 17   | 1    | 1     | 0     | —     | —     | —      | —      | 18    | 1     |
| Реал Бетис                | Ла Лига          | → 2021/22        | 32   | 9    | 4     | 1     | 8     | 1     | —      | —      | 44    | 11    |
| Реал Бетис                | Ла Лига          | 2022/23          | 28   | 2    | 2     | 2     | 8     | 2     | 1      | 0      | 39    | 6     |
| Реал Бетис                | Ла Лига          | 2023/24          | 33   | 10   | 3     | 4     | 7     | 0     | —      | —      | 43    | 14    |
| Реал Бетис                | Итого            | Итого            | 93   | 21   | 9     | 7     | 17    | 2     | 1      | 0      | 120   | 30    |
| Спартак (Москва)          | Премьер-лига     | 2024/25          | 7    | 0    | 6     | 1     | —     | —     | —      | —      | 13    | 1     |
| Спартак (Москва)          | Итого            | Итого            | 7    | 0    | 6     | 1     | —     | —     | —      | —      | 13    | 1     |
| Всего за карьеру          | Всего за карьеру | Всего за карьеру | 417  | 106  | 41    | 13    | 41    | 11    | 39     | 19     | 538   | 149   |

1. ↑  Континентальные кубки: Южноамериканский кубок; Кубок Либертадорес; Лига Европы УЕФА; Лига конференций УЕФА
2. ↑  Лига Паулиста; Лига Гаушу; матчи плей-офф Сегунды; Суперкубок Испании.